# 전라남도경찰청
전라남도경찰청(全羅南道警察廳, Jeonnam Provincial Police Agency)은 전라남도의 치안에 관한 사무를 관장하는 기관이다. 청장은 치안감(2급 상당)으로 보한다. 광주광역시 서구 월산로 223(농성동 96-1)에 위치하고 있었으나 2007년 7월 광주지방경찰청이 분리되고 남악신도시가 조성됨에 따라 2011년 9월 전라남도 무안군 삼향읍 후광대로 359번길 28(무안군 삼향읍 남악리 1443번지)으로 이전하였다.

## 연혁
- 1945년 10월 21일 전라남도 경찰부 설치
- 1946년 1월 10일 전라남도경찰학교 설치
- 1946년 4월 15일 전라남도경찰부를 제8관구 경찰청으로 개칭
- 1949년 3월 7일 제8관구 경찰청을 전라남도경찰국으로 개칭
- 1991년 8월 1일 전라남도지방경찰청으로 승격
- 1998년 5월 29일 경찰특공대 신설(지방청 경비과 계단위)
- 2007년 7월 2일 광주지방청 분청
- 2021년 1월 1일 자치경찰제 도입에 따라 전라남도경찰청으로 변경

## 조직
청장
- 청문감사담당관
- 홍보담당관

| - 1부장 - 경무과 - 정보화장비과 - 정보과 - 보안과 | - 2부장 - 112종합상황실 - 생활안전과 - 여성청소년과 - 수사과 - 경비교통과 |

## 관할 경찰서
| - 강진경찰서 - 고흥경찰서 - 곡성경찰서 - 광양경찰서 | - 무안경찰서 - 보성경찰서 - 순천경찰서 - 완도경찰서 | - 여수경찰서 - 영광경찰서 - 영암경찰서 - 장성경찰서 | - 구례경찰서 - 나주경찰서 - 담양경찰서 - 목포경찰서 | - 장흥경찰서 - 진도경찰서 - 함평경찰서 - 화순경찰서 | - 해남경찰서 |

## 같이 보기
- 대한민국 경찰청
- 경찰관 기동대
- 해양경찰청
- 제주특별자치도 자치경찰단
- 철도특별사법경찰대
- 경찰관 계급, 교도관 계급, 소방관 계급, 군인 계급, 공무원